# 허브 드러리
허버트 조지프 "허브" 드러리(영어: Herbert Joseph "Herb" Drury, 1896년 3월 2일 ~ 1965년 7월 1일)는 캐나다 출신 미국의 아이스하키 선수로 포지션은 수비수이다. 6 시즌 동안 내셔널 하키 리그 피츠버그 파이리츠와 필라델피아 퀘이커스 선수로 활동했다. 미국 아이스하키 국가대표팀 선수로 1920년 하계 올림픽과 1924년 동계 올림픽에 참가하여 은메달 2개를 획득했다.